# أرنولد دارسي
أرنولد دارسي (بالإنجليزية: Arnold D'Arcy)‏ هو لاعب كرة قدم بريطاني، ولد في 13 يناير 1933 في بلاكبرن في المملكة المتحدة. لعب مع سويندون تاون وويغان أتلتيك.